# Etienne Dagon
Etienne Dagon (Biena, Suiza, 13 de septiembre de 1960) es un nadador suizo retirado especializado en pruebas de estilo braza, donde consiguió ser medalla de bronce olímpico en 1984 en los 200 metros braza.

## Carrera deportiva
En los Juegos Olímpicos de Los Ángeles 1984 ganó la medalla de bronce en los 200 metros braza, con un tiempo de 2:17.41 segundos, tras el canadiense Victor Davis (oro con 2:13.34 segundos que fue récord del mundo) y el australiano Glenn Beringen.
Durante el Campeonato Europeo de Natación de 1985 consiguió la medalla de bronce en los 200 metros braza.

## Palmarés internacional
| Juegos Olímpicos               | Juegos Olímpicos              | Juegos Olímpicos  | Juegos Olímpicos |
| Año                            | Lugar                         | Medalla           | Prueba           |
| ------------------------------ | ----------------------------- | ----------------- | ---------------- |
| 1984                           | Los Ángeles ( Estados Unidos) | Medalla de bronce | 200 m braza      |
| Campeonato Europeo de Natación |                               |                   |                  |
| Año                            | Lugar                         | Medalla           | Prueba           |
| 1985                           | Sofia ( Bulgaria)             | Medalla de bronce | 200 m braza      |